# Alessandro Belometti
Alessandro Belometti   (Legnano, 22 d'octubre de 1973) és un antic pilot de motociclisme italià que va destacar en competicions de motocròs i enduro. Al llarg de la seva carrera va guanyar quatre Campionats d'Itàlia de motocròs i cinc d'enduro i va formar part de l'equip italià que va guanyar el Trofeu als Sis Dies Internacionals (ISDE) els anys 2005 i 2007.

## Trajectòria esportiva
Belometti va debutar en competicions de motocròs el 1987 amb una Tresoldi de 80 cc, amb la qual va guanyar el seu primer campionat estatal en categoria Cadets el 1989. Va tornar a guanyar un campionat de cadets el 1991. El 1996 va acabar setè al campionat d'Itàlia en la categoria superior amb una Honda i l'any següent va ser onzè al Campionat del Món de 125cc amb una Kawasaki, posició que millorà amb el vuitè lloc final l'any següent, amb Yamaha. Aquell any mateix, 1998, fou Campió de 125cc i Open ("Supercampió") d'Itàlia.
El 1999 va passar al mundial de 250cc i, de nou amb Yamaha, va quedar-hi el desè. El 2000, amb Kawasaki, va patir nombrosos problemes mecànics i no va passar del dotzè lloc final. El 2001, tornat als 125cc, va guanyar el Campionat Absolut d'Itàlia i va acabar onzè al Campionat del món malgrat una greu lesió patida a Castiglione del Lago.
Belometti va participar en la seva primera cursa d'enduro el 2003 i aquell mateix any va acabar en un sorprenent segon lloc al campionat d'Itàlia només darrere del campió vigent, Roberto Bazzurri. El 2004 va debutar al Campionat del Món d'enduro i hi acabà el sisè, cosa que completà amb posició final de podi al campionat d'Itàlia amb la KTM EXC 125. El 2005 fou tercer al campionat del món en categoria E1 i primer al d'Itàlia amb la KTM de 125 cc. La temporada del 2006, amb la KTM 250 EXC/F, va ser quart al campionat del món i segon al campionat d'Itàlia. Després de la temporada del 2007 amb la KTM 250 4T, sense gaire bons resultats, va guanyar per quarta vegada el Campionat d'Itàlia de Hard Race. La temporada 2008 pilotà la KTM EXC 250 2T al costat de Juha Salminen al mundial d'E2.
A partir de la temporada del 2012, Belometti esdevingué director d'equip. Contractat per l'equip de competició d'enduro de Bordone Ferrari, va dirigir-hi alguns dels millors pilots d'enduro italians, com ara Thomas Oldrati, Jonathan Manzi i Edoardo D'Ambrosio. L'equip, però, tancà a mitjan temporada per fallida. De cara al 2013 va crear el seu propi equip en col·laboració amb alguns amics com ara Vittorio i Christian Mascolino, amb el qual va participar en els campionats italià i mundial d'enduro amb els pilots Edoardo D'Ambrosio, Jonathan Manzi i Nicola Piccinini. El 2014, encara al capdavant del seu equip, va abandonar el mundial d'enduro per a concentrar-se en les competicions juvenils italianes de la disciplina.

## Palmarès

### Motocròs
Font:
- 4 Campionats d'Itàlia:
  - Campió Cadetti 80 (1989, Tresoldi)
  - Campió Cadetti 125 (1991, Husqvarna)
  - Campió Open (1998, Yamaha)
  - Campió 125cc 2T (2001, Yamaha)

### Enduro
- 5 Campionats d'Itàlia:[1]
  - 1 de 125cc 2T (2005)
  - 2 de 250cc 2T (2008-2009)
  - 1 de 450cc 4T (2010)
  - 1 de superiors a 450cc 4T (2011)
- 4 Campionats d'Itàlia de Hard Race (2004-2007)
- 2 Trofeus als ISDE amb la selecció italiana (2005, 2007)